# Ой, Хорватия-мать (песня)
«Ой, Хорватия-мать» также известная как «Позови, лишь позови» (хорв. Zovi, samo zovi), согласно припеву, хорватская патриотическая песня неизвестного автора XIX века. Она была создана в рамках хорватского панславянизма и южнославянских течений хорватской политики. По этим причинам на песню сначала претендовали югославы в Королевстве Югославия под видом сближения с южнославянскими народами под сербоцентристским правлением в Белграде, а позже и сербы, которые, в соответствии с великосербским лозунгом «Сербы везде и навсегда» даже не изменили хорватскую версию песни, в которой упоминаются Лика, Далмация, Герцег-Босния, Кварнер и Истрия, которую фанатично настроенное правительство назвало «сербскими землями», с добавлением Черногории.
Согласно записям писателя Славко Ежича, эту песню часто пели на улицах Загреба в 1920-е годы, о чем он писал в своем буклете об уличной и развлекательной музыке Загреба 1923 года:
«И действительно, с улицы снаружи в комнату доносилось шумное пение: Позови, только позови! Все соколы за тебя жизнь отдадут!»
А Альфонс Хрибар написал в своей книге в 1929 году:
«Думая о нашей национальной трагедии и о наших студенческих манифестаций сербско-хорватской молодёжи, — „позови, лишь позови!“ и национальный гений зовет нас, потому что настал решающий час, мы хорваты».
Песню также исполняли «Златни дукати», песня приобрела большую популярность во время войны в Хорватии. После войны она стала одной из самых известных хорватских патриотических песен и регулярно поется на спортивных мероприятиях, церемониях, праздниках и юбилеях. Например, после того, как сборная Хорватии по футболу вышла в финал чемпионата мира 2018 года в России, президент Колинда Грабар-Китарович спела песню «Ой, Хорватия-мать» с командой во время празднования победы в раздевалке.